# 大挑
大挑，為清朝中期以後吏部銓選舉人授官之措施。

## 制度描述
清初舊制：已考三科會試未中進士的舉人可挑選授任知縣，選任地方教職者則不受會試次數限制。然而每科鄉試取舉人一千二百餘人，能得銓選者不到十分之一；尤其進士又優先於舉人選班，至雍正年間已有中進士十年卻還不得補官者，舉人更有拖延到三十年仍未補官者；到乾隆時僅存虛名，朝臣多次奏議謀求疏通舉人仕途的方法。
乾隆十七年（1752年）訂定大挑制：每次會試之後辦理，舉人可由吏部考核挑選，重視形貌與應對能力，一等以知縣補用，二等以府、州、縣教諭補用。